# Wiseppe
Pour l’article homonyme, voir Wiseppe (rivière).
Wiseppe (prononcer [wi.zɛp]) est une commune française située dans le département de la Meuse, en région Grand Est.

## Géographie

### Communes limitrophes
|                                              | Laneuville-sur-Meuse  | Stenay |
| Beauclair                                    | Wiseppe               |        |
| Halles-sous-les-Côtes Montigny-devant-Sassey | Saulmory-Villefranche |        |

### Hydrographie
La commune est dans le bassin versant de la Meuse au sein du bassin Rhin-Meuse. Elle est drainée par la Wiseppe, le ruisseau de Ripousau et le ruisseau de l'Étang de Halles-Sous-Les-Cotes,.
La Wiseppe, d'une longueur de 22 km, prend sa source dans la commune de Tailly et se jette  dans la Meuse à Stenay, après avoir traversé neuf communes. 

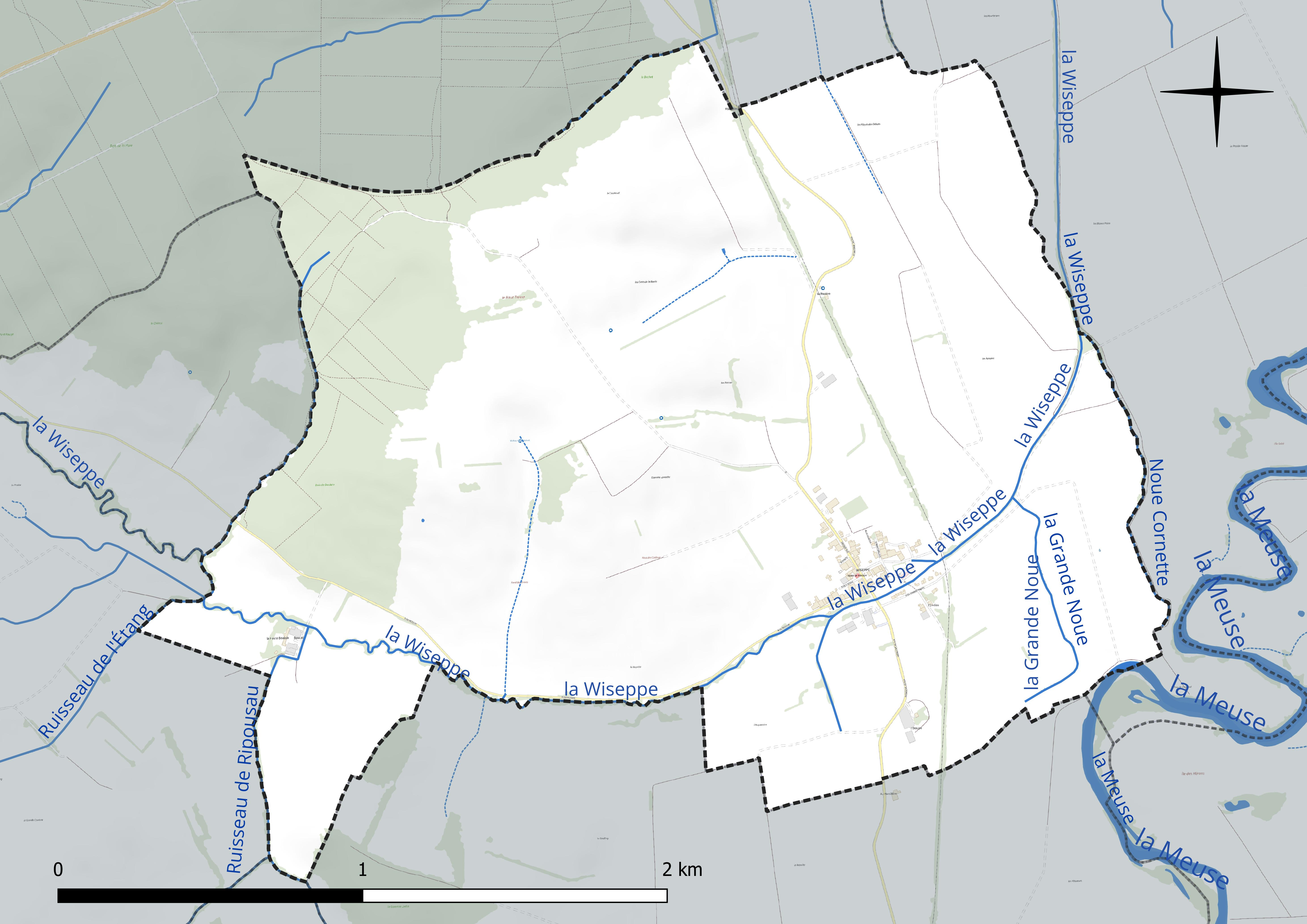
Réseau hydrographique de Wiseppe.

### Climat
Pour des articles plus généraux, voir Climat du Grand Est et Climat de la Meuse.
En 2010, le climat de la commune est de type climat des marges montargnardes, selon une étude du Centre national de la recherche scientifique s'appuyant sur une série de données couvrant la période 1971-2000. En 2020, Météo-France publie une typologie des climats de la France métropolitaine dans laquelle la commune est exposée à un climat océanique altéré et est dans la région climatique  Lorraine, plateau de Langres, Morvan, caractérisée par un hiver rude (1,5 °C), des vents modérés et des brouillards fréquents en automne et hiver. 
Pour la période 1971-2000, la température annuelle moyenne est de 9,9 °C, avec une amplitude thermique annuelle de 15,7 °C. Le cumul annuel moyen de précipitations est de 891 mm, avec 13,6 jours de précipitations en janvier et 9,4 jours en juillet. Pour la période 1991-2020, la température moyenne annuelle observée sur la station météorologique de Météo-France la plus proche, « Mouzay », sur la commune de Mouzay à 3 km à vol d'oiseau, est de 10,6 °C et le cumul annuel moyen de précipitations est de 789,5 mm. 
La température maximale relevée sur cette station est de 40,4 °C, atteinte le 24 juillet 2019 ; la température minimale est de −15,3 °C, atteinte le 20 décembre 2009,,. 
Les paramètres climatiques de la commune ont été estimés pour le milieu du siècle (2041-2070) selon différents scénarios d'émission de gaz à effet de serre à partir des nouvelles projections climatiques de référence DRIAS-2020. Ils sont consultables sur un site dédié publié par Météo-France en novembre 2022.

## Urbanisme

### Typologie
Au 1er janvier 2024, Wiseppe est catégorisée commune rurale à habitat dispersé, selon la nouvelle grille communale de densité à sept niveaux définie par l'Insee en 2022.
Elle est située hors unité urbaine et hors attraction des villes,.

### Occupation des sols
L'occupation des sols de la commune, telle qu'elle ressort de la base de données européenne d’occupation biophysique des sols Corine Land Cover (CLC), est marquée par l'importance des territoires agricoles (87 % en 2018), une proportion identique à celle de 1990 (87 %). La répartition détaillée en 2018 est la suivante : 
prairies (68,6 %), terres arables (18,4 %), forêts (13 %). L'évolution de l’occupation des sols de la commune et de ses infrastructures peut être observée sur les différentes représentations cartographiques du territoire : la carte de Cassini (XVIIIe siècle), la carte d'état-major (1820-1866) et les cartes ou photos aériennes de l'IGN pour la période actuelle (1950 à aujourd'hui).

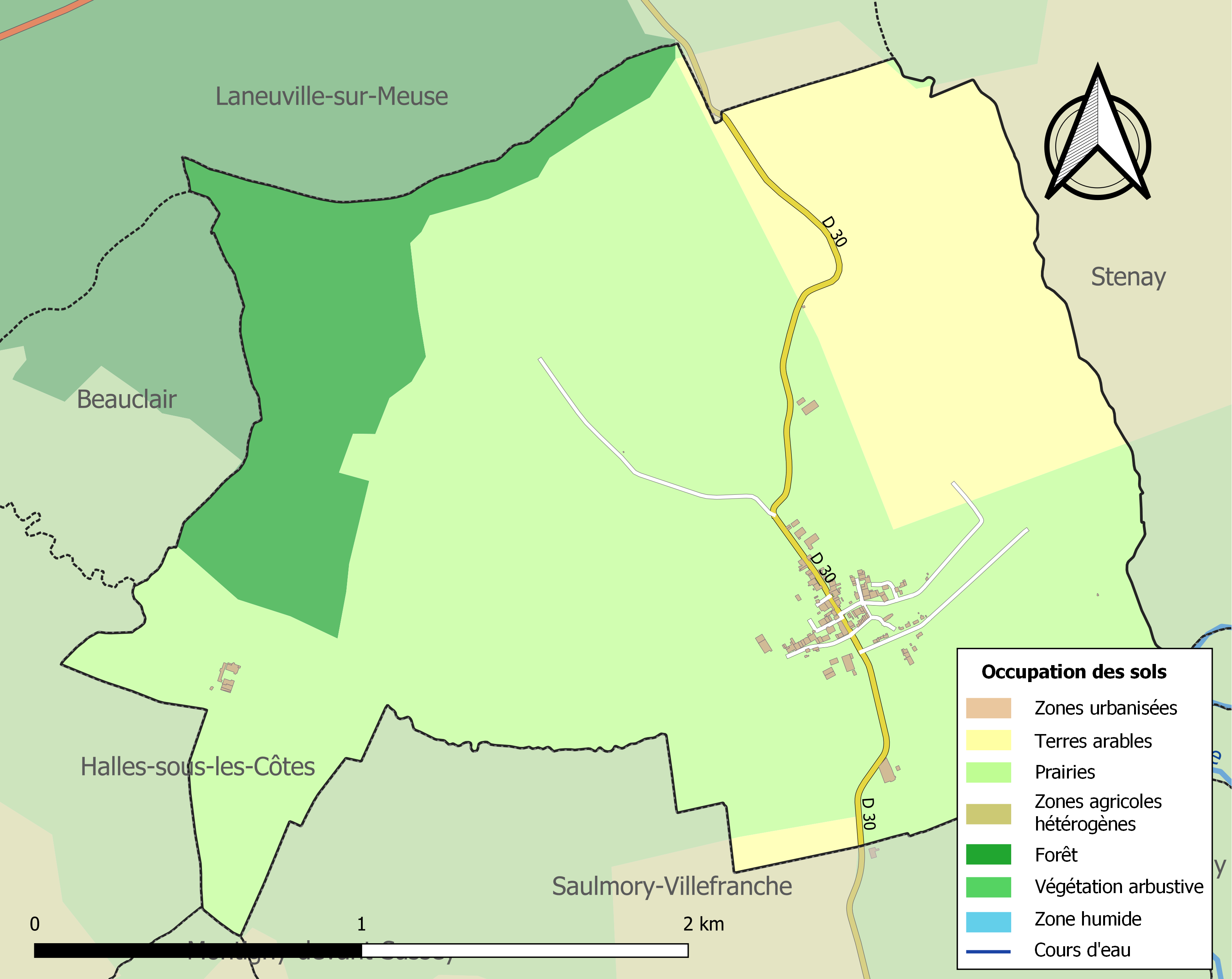
Carte des infrastructures et de l'occupation des sols de la commune en 2018 (CLC).

## Toponymie
Anciennes mentions : Vuosapia (1046), In finibus de Wiseppe (1197), Wesappe (1218), Wuiseppe (1284), Wiseppe (1284), Wisape (1285), Viseppe (1607), Visepes (1656), Viseppe (1801),.
De la racine hydronymique pré-celtique *-vis renforcée par un intempestif indo-eupéen *-apa « eau ».

## Histoire
Avant 1790, le village a fait partie du Barrois lorrain, puis du Clermontois. Il suivait alors la coutume de Saint-Mihiel, appartenait au bailliage de Clermont, siégeant à Varennes, à la prévôté de Stenay et au parlement de Paris. Il dépendait du diocèse de Reims, de l'archidiaconé de Champagne et du doyenné de Dun, annexe de Montigny-devant-Sassey.
En 1790, Wiseppe devint chef-lieu d'un des cantons dépendant du district de Stenay. Il était composé de Beauclair, Beaufort, Halles, Montigny-devant-Sassey, Saulmory, Villefranche et Wiseppe.

## Politique et administration

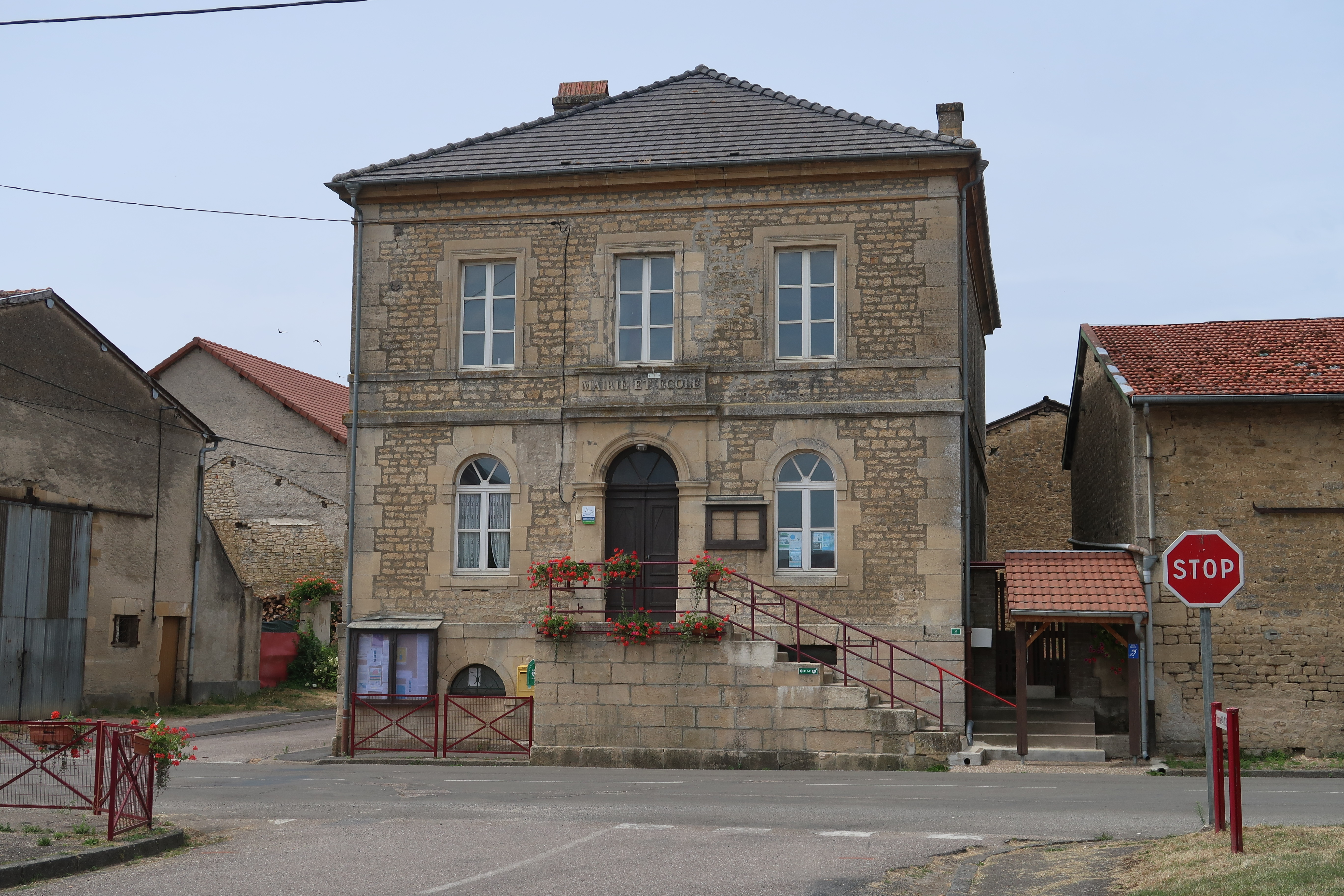
Mairie.

| Période                                  | Période   | Identité         | Étiquette       | Qualité |
| ---------------------------------------- | --------- | ---------------- | --------------- | ------- |
| Les données manquantes sont à compléter. |           |                  |                 |         |
| mars 2001                                | mars 2008 | Gabriel Hiblot   |                 |         |
| mars 2008                                | mars 2014 | Chantal Courtois | Europe Écologie |         |
| mars 2014                                | En cours  | Yves Javelot     |                 |         |

## Population et société

### Démographie

#### Évolution démographique
L'évolution du nombre d'habitants est connue à travers les recensements de la population effectués dans la commune depuis 1793. Pour les communes de moins de 10 000 habitants, une enquête de recensement portant sur toute la population est réalisée tous les cinq ans, les populations de référence des années intermédiaires étant quant à elles estimées par interpolation ou extrapolation. Pour la commune, le premier recensement exhaustif entrant dans le cadre du nouveau dispositif a été réalisé en 2008.

En 2022, la commune comptait 92 habitants, en évolution de −9,8 % par rapport à 2016 (Meuse : −4,4 %, France hors Mayotte : +2,11 %).
| 1793 | 1800 | 1806 | 1821 | 1831 | 1836 | 1841 | 1846 | 1851 |
| ---- | ---- | ---- | ---- | ---- | ---- | ---- | ---- | ---- |
| 349  | 403  | 454  | 438  | 440  | 430  | 402  | 403  | 381  |

| 1856 | 1861 | 1866 | 1872 | 1876 | 1881 | 1886 | 1891 | 1896 |
| ---- | ---- | ---- | ---- | ---- | ---- | ---- | ---- | ---- |
| 322  | 344  | 318  | 276  | 283  | 270  | 261  | 243  | 235  |

| 1901 | 1906 | 1911 | 1921 | 1926 | 1931 | 1936 | 1946 | 1954 |
| ---- | ---- | ---- | ---- | ---- | ---- | ---- | ---- | ---- |
| 217  | 201  | 193  | 172  | 167  | 158  | 163  | 152  | 134  |

| 1962 | 1968 | 1975 | 1982 | 1990 | 1999 | 2006 | 2008 | 2013 |
| ---- | ---- | ---- | ---- | ---- | ---- | ---- | ---- | ---- |
| 160  | 147  | 120  | 121  | 104  | 97   | 110  | 114  | 109  |

| 2018 | 2022 | - | - | - | - | - | - | - |
| ---- | ---- | - | - | - | - | - | - | - |
| 92   | 92   | - | - | - | - | - | - | - |

#### Pyramide des âges
La population de la commune est relativement âgée.
En 2018, le taux de personnes d'un âge inférieur à 30 ans s'élève à 29,3 %, soit en dessous de la moyenne départementale (32,4 %). À l'inverse, le taux de personnes d'âge supérieur à 60 ans est de 35,9 % la même année, alors qu'il est de 29,6 % au niveau départemental.
En 2018, la commune comptait 53 hommes pour 39 femmes, soit un taux de 57,61 % d'hommes, largement supérieur au taux départemental (49,51 %).
Les pyramides des âges de la commune et du département s'établissent comme suit.
| Hommes | Classe d’âge | Femmes |
| ------ | ------------ | ------ |
| 1,9    | 90 ou +      | 2,6    |
| 3,8    | 75-89 ans    | 15,4   |
| 24,5   | 60-74 ans    | 25,6   |
| 15,1   | 45-59 ans    | 25,6   |
| 18,9   | 30-44 ans    | 10,3   |
| 17,0   | 15-29 ans    | 7,7    |
| 18,9   | 0-14 ans     | 12,8   |

| Hommes | Classe d’âge | Femmes |
| ------ | ------------ | ------ |
| 0,8    | 90 ou +      | 2,2    |
| 7,6    | 75-89 ans    | 11     |
| 20,2   | 60-74 ans    | 20,5   |
| 20,6   | 45-59 ans    | 20     |
| 17,4   | 30-44 ans    | 16,8   |
| 16,7   | 15-29 ans    | 13,6   |
| 16,8   | 0-14 ans     | 15,8   |

## Culture locale et patrimoine

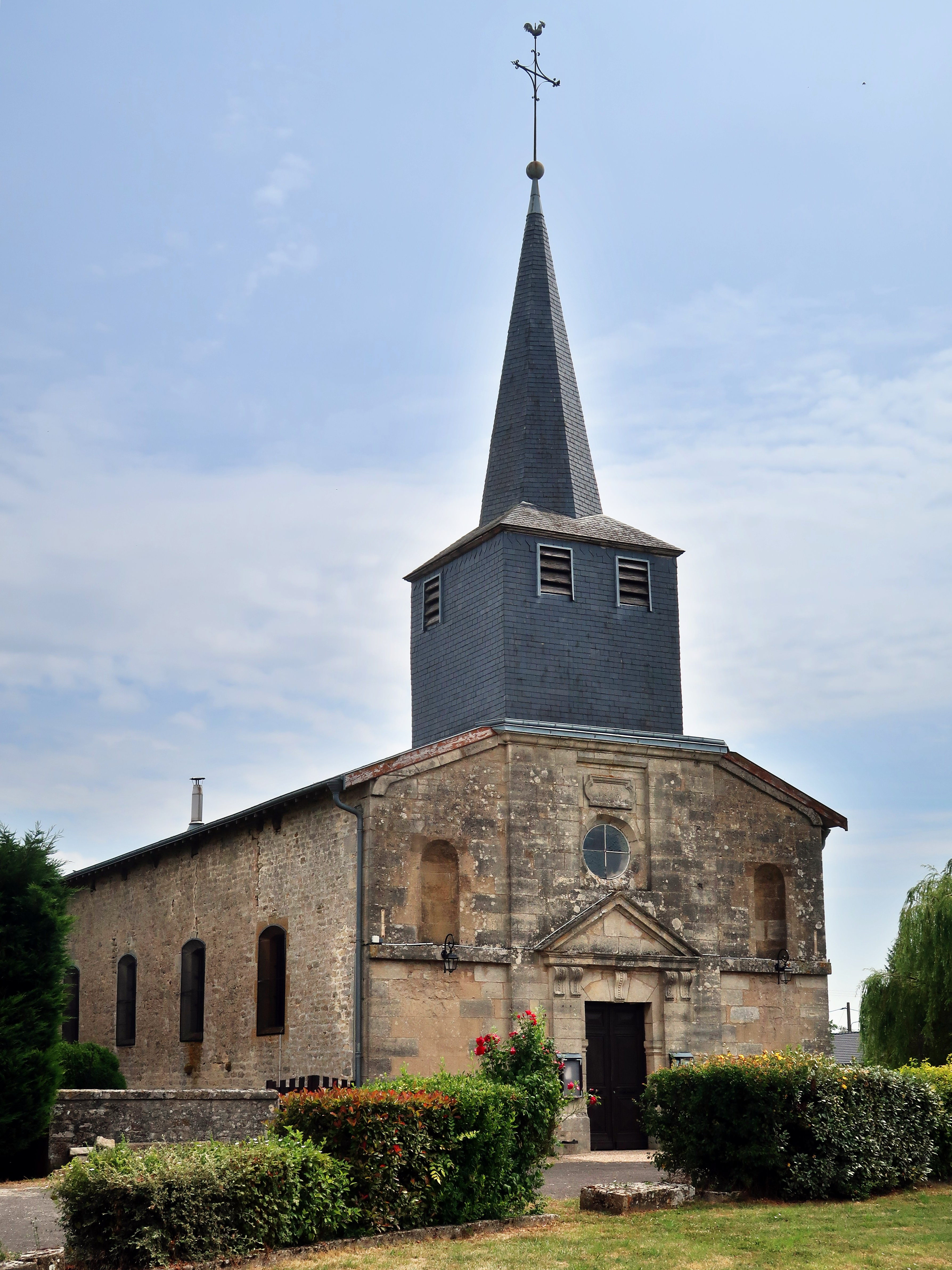
Église Saint-Rémi.

### Lieux et monuments
L'église paroissiale est édifiée à partir du xviie siècle puis modifiée et agrandie au cours des deux siècles suivants.

### Héraldique
| Blason de Wiseppe | Blason  | D'azur à un bâton péri en bande de gueules* surmonté d'une fleur de lis d'or l'ensemble accosté de deux bars adossés du même et accompagné en pointe d'un pressoir à metton aussi d'or à la vis d'argent, le tout enfermé dans un filet en orle ondé du même. Ornements extérieursCroix de guerre 1914-1918 |
| Blason de Wiseppe | Détails | * Il y a là non-respect de la règle de contrariété des couleurs : ces armes sont fautives (bâton de gueules sur champ d'azur). - Le filet ondé souligne que le finage de Wiseppe est bordé par le ruisseau éponyme. - Les deux bars sont ceux du duché de Bar, ils rappellent que la commune, actuellement dans le département de la Meuse, a été rattachée à ce duché avant d'appartenir au Clermontois attribué par Louis XIV à la maison de Condé représentée par la fleur de lys d'or et le bâton péri en bande(*). - Le pressoir à metton illustre la célébrité de la cancoillotte élaborée à Wiseppe au début du XXe siècle et vendue sur le marché de Stenay. Le pressoir était utilisé dans les fermes. (*) Si le bâton peut éventuellement déroger à la règle parce qu'il résulte de la brisure de la branche Condé sur les armes de la maison de Bourbon (selon l'armorial Jougla de Morénas la branche de Condé portait ;"d'azur à 3 fleurs de lys d'or, au bâton péri en bande de gueules"), il n'est de toutes façon pas une brisure sur le blason de Wiseppe. Armoiries composées par Robert A. Louis et Dominique Lacorde et adoptées le 8 février 2021, M. Yves Javelot étant Maire. |